# Walter Rothholz
Walter Rothholz, né le 7 avril 1943 à Asker (Norvège) est un politologue norvégien. Il fut professeur à l'Institut des sciences politiques et de la communication de l'Université de Greifswald et à l'Institut de politologie et d'études européennes de l'Université de Szczecin.

## Biographie
Walter Rothholz est le fils de Walter Rothholz, un juriste originaire de Stettin qui a émigré en Norvège en 1939, et d'Else Marie Bølling (1915-1976), une Norvégienne. Son père a été détenu en tant que juif dans un camp de concentration en Norvège d'octobre 1942 à mai 1945 et, comme il vivait dans un mariage mixte, il n'a pas été déporté au camp d'extermination d'Auschwitz.
Rothholz a étudié les sciences politiques, les sciences islamiques, les études juives et les sciences religieuses à l'Université Louis-et-Maximilien de Munich, à l'Université de Vienne, à l'Université de Stockholm, Paris et à l'Université du Caire. Il est un élève d'Eric Voegelin. En 1980, il obtient son habilitation à la Ruhr-Universität Bochum avec une thèse sur la culture politique norvégienne. Il a enseigné dans plusieurs universités étrangères, par exemple à Stanford/Cal en 2004.
De 1992 à 2008, il a été professeur de sciences politiques à l'université de Greifswald Il y a contribué à la création de l'Institut de sciences politiques après la chute du mur. Parallèlement, il était privat-docent à la FU Berlin. Sur proposition du département de sciences politiques (Institut Otto-Suhr), il s'est vu décerner le titre académique de "professeur extraordinaire".
En 2008, il devient professeur à l'Université de Szczecin, où il enseigne jusqu'en 2013, d'abord au département de sociologie, puis au département de politologie et d'études européennes. C'est à cette époque qu'il a publié le livre Politik und Religion. Une brève introduction aux catégories fondamentales de leur relation (Instytut Politologii i Europejstyki Uniwersytetu Szczecinskiego, 2013). Depuis 2014, Rothholz a été professeur pendant quelques années à l'Université Babeș-Bolyai à Cluj-Napoca, en Transylvanie.
Walter Rothholz s'est principalement intéressé à la culture politique et aux relations entre politique et religion, ainsi qu'à la théorie de l'État-providence nordique et à l'histoire sociale norvégienne récente. Parmi les publications pertinentes, on peut citer Die politische Kultur des Ostseeraums und Osteuropas (édité en 2008 avec St. Berglund) et Die Rolle der Mimesis in der politischen Philosophie und Anthropologie. Notes sur René Girard (édité en 2008). À l'occasion de son 65e anniversaire, Petra Huse et Ingmar Dette ont consacré à Rothholz une publication commémorative intitulée Abenteuer des Geistes - Dimensionen des Politischen (Baden-Baden 2008).
L'anthropologue social et culturel Nils Seethaler compte parmi les élèves de Walter Rothholz.